# Kostel Narození Panny Marie (Gwoździany)
Kostel Narození Panny Marie (polsky: Kościół Narodzenia Najświętszej Maryi Panny) je dřevěný farní kostel ve vesnici Gwoździany, gmina Pawonków, okres Lubliniec, Slezské vojvodství a náleží do děkanátu Dobrodzeń, diecéze opolská, je farním kostelem farnosti Narození Panny Marie v Gwoździanách.
Dřevěný kostel je v seznamu kulturních památek Polska pod číslem 80/54 z 2. 3. 1945  a je součástí Stezky dřevěné architektury v Slezském vojvodství.

## Historie
Kostel byl postaven v roce 1576 v obci Kościeliska u Olesna. Tento datum se nachází na trámu nad vchodovými dveřmi. Kostel byl v péči augustiniánů z Olesna, jak potvrzuje spis z roku 1687. Věž kostela byla přistavena v 17. nebo 18. století. V letech 1976–1978 byl přenesen o 30 km daleko do obce Gwoździany. Kostel byl vysvěcen 26. dubna 1979 biskupem opolským Alfonsem Nossolem. Do roku 1985 byl filiálním kostelem a od roku 1986 je farním kostelem.

## Architektura
Kostel je situován na návrší. Jednolodní dřevěná stavba roubené konstrukce. Loď obdélníkového půdorysu s bočním vchodem na východě je ukončena trojbokým kněžištěm. Ke kněžišti se přimyká na západní straně sakristie. Loď kostela je vyšší a širší než presbyterium. Dřevěná hranolová věž je sloupové konstrukce je přisazena k jižnímu průčelí lodi, datována do období 17. či 18. století. Věž má osmibokou cibulovou střechu s lucernou. Stěny věže jsou bedněna deskami. Střecha lodi a kněžiště je sedlová krytá šindelem. Sanktusník je tvořen lucernou s cibulovitou bání. Stěny lodi a kněžiště jsou kryté šindelem.

### Interiér
Původní interiér zůstal v novém kostele v obci Kościeliska u Olesna. Vnitřní vybavení je současné, na doplnění se podílel pan Masorz z Rybníku, který zhotovil dřevěný oltář zasvěcený Panně Marii, sochy světců a křížovou cestu.